# Mageochaeta kenricki
Mageochaeta kenricki är en fjärilsart som beskrevs av Pierre E.L. Viette 1969. Mageochaeta kenricki ingår i släktet Mageochaeta och familjen nattflyn. Inga underarter finns listade i Catalogue of Life.